# Santa Bárbara (Antioquia)
Santa Bárbara è un comune della Colombia facente parte del dipartimento di Antioquia.
Il centro abitato venne fondato da Don Hernán Rodríguez de Sousa nel 1774, mentre l'istituzione del comune è del 1822.